# Loop Hero
Loop Hero (litt. « héros de la boucle ») est un jeu vidéo conçu par le studio russe Four Quarters et publié par Devolver Digital en 2021. Le jeu se déroule dans un monde généré aléatoirement où le joueur change les caractéristiques en plaçant des cartes au lieu de contrôler directement un personnage. Le jeu est publié pour Microsoft Windows, MacOS et Linux le 4 mars 2021. Le jeu est disponible sur les plateformes Steam, Epic Games, GOG.com et Gamesplanet.

## Trame
Le jeu commence après la fin du monde, avec le dialogue introductif expliquant qu'une liche maléfique a annihilé la réalité et toute chose qui s'y trouvait. Le héros s'éveille dans un petit camp sur un sentier et se lance à l'aventure pour essayer de rebâtir son monde. Sur le chemin, il rencontre d'autres survivants qui l'assistent dans la reconstruction du monde ou, par désespoir, considèrent le monde perdu et l'attaquent pour assurer leur propre survie.

## Système de jeu
Chaque expédition commence par le héros suivant un sentier pré-généré dans un paysage vide. Des monstres apparaissent périodiquement sur le chemin. Quand le héros les rencontre, il les combat et les tue. En tuant des ennemis, le joueur reçoit des cartes de paysage. Les cartes de paysage permettent au joueur de placer des caractéristiques de terrain variées autour du sentier du héros, comme des montagnes, des prés, des forêts et des bâtiments. Chaque caractéristique de terrain donne différents effets tels que restaurer la santé du joueur à la fin de chaque journée, augmenter la vitesse de déplacement du joueur ou faire apparaitre sporadiquement des ennemis. Placer des caractéristiques de terrain les unes à côté des autres peut aussi modifier leur effet. Par exemple, si assez de montagnes sont placées ensemble, elles se combinent et fournissent plus de points de vie tout en faisant apparaitre un nouveau type d'ennemi qui combat le héros,.

## Accueil

### Accueil critique
Le jeu reçoit des critiques généralement favorables. Au 15 mars 2021, le site agrégateur de critiques Metacritic indique un score de 84/100. Grégoire Aubin du site Jeuxvideo.com lui attribue 16/20. Il loue le concept et le design graphique et sonore en regrettant que le jeu ne soit pas adapté à de longues sessions et que la progression soit « un peu trop lente ». Evan Lahti du magazine PC Gamer attribue au jeu un score de 83/100 et le considère comme un des « petits joyaux » de 2021. Pour le journaliste du Monde Florian Reynaud, Loop Hero est un bel hommage aux années 1990. Il trouve que le concept est simple à prendre en main et avertit que le côté répétitif peut décourager.

### Ventes
Le jeu se vend à plus de 500 000 exemplaires la première semaine de sa sortie.

## Sources
- Florian Reynaud, « On a testé… les boucles temporelles et vertigineuses de « Loop Hero », Le Monde,‎ 10 mars 2021 (ISSN 0395-2037, lire en ligne, consulté le 15 mars 2021).